# Copelatus luctuosus
Copelatus luctuosus är en skalbaggsart som beskrevs av Guignot 1939. Copelatus luctuosus ingår i släktet Copelatus och familjen dykare. Inga underarter finns listade i Catalogue of Life.